# Ревізор (п'єса)
«Ревізо́р» — комедійна п'єса Миколи Гоголя, написана упродовж 1835—1836 років. Перша редакція п'єси була надрукована у 1836 році. Друга редакція — у 1842 році.
У січні 1836 Гоголь вперше прочитав свою п'єсу на вечорі у Василя Жуковського у присутності великої групи літераторів. Високо оцінили комедію Пушкін, Тургенєв та Жуковський, хоча ряд літературних критиків ще довго звинувачували п'єсу в «натуралізмі». П'єса вперше була поставлена у Петербурзі на сцені Александринського театру 19 квітня 1836 після того, як Жуковський зміг особисто переконати російського імператора Миколи I, що «у комедії немає нічого неблагонадійного, що це тільки веселе глузування над поганими провінційними чиновниками».

## Сюжет

### Дія I
Колезький реєстратор Іван Олександрович Хлестаков слідує з Петербурга в Саратов зі слугою Осипом та зупиняється в повітовому містечку. Хлестаков не має грошей, бо усе програв у карти. У цей час градоначальство довідується про приїзд інкогніто з Петербурга ревізора. Міські поміщики Бобчинський і Добчинський, випадково довідавшись про появу неплатника Хлестакова в готелі, вирішують, що це і є ревізор, і доповідають про нього городничому.
Починається переполох. Чиновники й офіційні особи метушливо кидаються прикривати свої гріхи, а городничий Антон Антонович Сквознік-Дмухановський вирішує особисто піти на поклін до ревізора.

### Дія II
Голодний Хлестаков, що влаштувався в найдешевшому номері готелю, міркує, де б роздобути їжі. Поява городничого в номері Хлестакова стає для нього неприємною несподіванкою. В той же час і городничий відверто боїться, думаючи що розмовляє з важливим столичним чиновником. Городничий, думаючи, що Хлестаков — ревізор, пропонує йому хабар. Хлестаков, думаючи, що городничий — добросердий і чималий громадянин, приймає від нього у борг. Також городничий пропонує Хлестакову оглянути богоугодні заклади міста, на що той погоджується.

### Дія IV
Наступного дня Хлестаков починає просити гроші від жителів міста і вони, думаючи, що він їх позичає, дають їх йому, а купці, слюсарка та унтер-офіцерська дружина починають скаржитися йому на городничого. Випровадивши останнього гостя, він устигає позалицятися до дружини й дочки Антона Антоновича. І, хоча вони знайомі лише один день, Хлестаков просить руки дочки городничого й дістає згоду батьків. Слуга Хлестакова Осип, будучи розумнішим за свого хазяїна, настійливо рекомендує Хлестакову швидко вбиратися з міста, поки не розкрився обман. Хлестаков їде, наостанок відправивши своєму другові лист із місцевої пошти.

### Дія V
Городничий і його оточення полегшено відсапуються. Городничий дає прочухану купцям, що ходили скаржитись на нього Хлестакову. Однак купці обіцяють багате частування на заручини Марії Антонівни з Хлестаковим і городничий одразу ж їх пробачає. Він збирає гостей, щоб урочисто оголосити про заручини Хлестакова з Марією Антонівною. У цей час поштмейстер місцевого відділення за власною ініціативою розкрив лист Хлестакова і з'ясувалося, що інкогніто виявився шахраєм і злодієм. З'являється і інша новина — у готелі чиновник з Петербурга вимагає городничого до себе. П'єса закінчується німою сценою…

## Натхнення
Вважається, що сюжет комедії підказав авторові інший російський письменник-сучасник Гоголя Олександр Пушкін. Зокрема у спогадах Володимира Сологуба описується, що: «Пушкін познайомився з Гоголем і розповів йому про випадок, що трапився у місті Устюжні Новгородської губернії — про якогось проїзного пана, що видав себе за чиновника міністерства й обібрав усіх міських жителів». Відомо також, що Гоголь неодноразово писав Пушкіну про наміри закинути роботу над п'єсою, проте Пушкін наполегливо радив Гоголю не припиняти роботу.

## Художні особливості
До Гоголя в традиції російської літератури в тих її творах, які можна було назвати предтечеєю російської сатири XIX століття (наприклад, «Недоросток» Фонвізіна), було характерно зображати як негативних, так і позитивних героїв. У комедії «Ревізор» фактично позитивних героїв немає. Їх немає навіть поза сценою і поза сюжетом.
Рельєфне зображення образу чиновників міста і перш за все городничого, доповнює сатиричний сенс комедії. Традиція підкупу і обману посадової особи абсолютно природна і неминуча. Як низи, так і верхівка чиновного стану міста не мислить іншого результату окрім як підкупити ревізора хабарем. Повітове безіменне містечко стає узагальненням всієї Росії, який під загрозою ревізії розкриває справжню сторону характеру головних героїв.
Критики також відзначали особливості Хлєстакова — молода людина легко обманює великодосвідченого городничого. Відомий літератор Дмитро Мережковський простежував містичний початок в комедії. Ревізор, як потойбічна фігура приходить за душею городничого віддаючи за гріхи. «Головна сила диявола — вміння здаватися не тим, що він є» — так пояснюється здатність Хлєстакова ввести в оману з приводу його істинного походження.

## Реакція в російському суспільстві
П'єса не була офіційно заборонена. Але російський імператор Микола І вирішив по-своєму боротися з комедією. Відразу після прем'єри гоголівського «Ревізора» з імператорської ініціативи було замовлено написання п'єси на той же сюжет, але з іншим фіналом: всі чиновники-казнокради повинні бути покарані, що, безумовно, послабило б сатиричне звучання «Ревізора». Хто був обраний для авторства нового «справжнього» «Ревізора», довгий час не афішувалося. Вже 14 липня 1836 року в Санкт-Петербурзі і 27 серпня в Москві відбулися прем'єрні вистави комедії «Справжній ревізор». Ім'я автора не значилося ні на афішах, ні в друкованому виданні, що вийшло в тому ж 1836 г. Через деякий час з'явилися згадки, що автор — «якийсь князь Цицианов».

## Вистави
Прем'єра вистави в Петербурзі відбулася в Алєксандрівському театрі 19 квітня 1836 після того, як Василь Жуковський зміг особисто переконати російського імператора, що «у комедії немає нічого неблагонадійного, що це тільки веселе глузування над поганими провінційними чиновниками». На прем'єрі особисто був присутній російський імператор Микола I, схвальний відгук якого вирішив щасливу сценічну долю п'єси, захистивши її від цензури.
Прем'єра вистави в Москві відбулася в Малому театрі 25 травня 1836 року.
До 1870 року п'єса йшла лише в першій редакції, після 1870 — в другій. 1908 року п'єса вперше була поставлена в московському театрі МХТ, режисери — Станіславський, Немирович-Данченко і Москвін. Протягом кількох десятиліть спектакль було поставлено і в ряді закордонних театрів, зокрема:
- Париж — «Порт-Сен-Мартен» (1853), театр «Евр» (1898), театр «Режан» (1907), Театр Єлисейських полів (1925), театр «Ательє» (1948); Лейпцизький театр (1857)
- Берлін — Придворний театр (1895), «Шиллер-театр» (1902, 1908), Німецький театр (1907, 1950. 1952);
- Прага — Тимчасовий театр (1865), Національний театр (1937), Реалістичний театр (1951);
- Белград — Королівський театр (1870, 1889);
- Відень — «Бургтеатр» (1887, 1894), «Йозефштадттеатр» (1904), Вільний театр (1907), театр «Скала» (1951). «Фолькстеатр» (1957);
- Брюссель — «Нуво театр» (1897), Королівський театр (1899);
- Дрезден — Придворний театр (1897), Шведський театр, Гельсингфорс (1903);
- Лондон — «Стейдж театр» (1906), «Барнс театр» (1926);
- Краків Краківський театр (1870);
- Варшава — філармонія (1907).

В Україні вистава «Ревізор» була в репертуарі кількох театрів, зокрема в Києві у період підросійсько-радянської окупації України йшла оригінальна російськомовна версія вистави зрежисована запрошеними з Росії театральними режисерами у театрах ім. Івана Франка (режисер-постановник — Ігор Афанасьєв, Москва) та ім. Лесі Українки (постановка — Юрій Аксьонов, Санкт-Петербург).

## Екранізації
- 1949 «Ревізор» — режисер Генрі Костер
- 1952 «Ревізор» — режисер В. Петров
- 1962 «Буремні роки» — режисер Луїджі Дзампа
- 1977 «Інкогніто з Петербурга» — режисер Леонід Гайдай
- 1982 «Ревізор» — режисер В. Плучек
- 1996 «Ревізор» — режисер Сергій Газаров

## Переклади українською
Першу спробу зробити переклад Ревізора українською зробив драматург Марко Кропивницький, який у 1875 році почав перекладати «Ревізор» Гоголя під-час коротких гастролів в Галичині й зумів перекласти дві дії (автограф перекладу не було знайдено, й відповідно не опубліковано).
Станом на 2020 рік Гоголівського «Ревізора» українською повністю переклали такі перекладачі як Василь Сімович (1901), Олекса Коваленко (1908), Микола Садовський (1912), Іван Брик (1927), Антін Хуторян (1935), Остап Вишня (1952), та Василь Шкляр (2006, невиданий).
- Нікалай Гоголь. Ревизор: Комедия в пяти дїях. Переклав з рос.: Василь Сімович. Чернівці: Видавництво академічного товариства «Молода Україна» в Чернівцях; З друкарні товариства «Рускої Ради». 1901. 152 стор.
  - (передрук) Нікалай Гоголь. Ревизор. Переклав з рос.: ? Чернівці. 1905. ? стор.
- Нікалай Гоголь. Ревизор: комедія в 5 діях. Переклав з рос.: Олекса Коваленко. Київ: Украінське видавництво «Ранок». 1908. 118 стор.[5][6]
  - (передрук) Нікалай Гоголь. Ревизор: комедія в 5 діях. Переклав з рос.: Олекса Коваленко. Київ: Украінське видавництво «Ранок». 1909. 96 стор. (2-ге вид., випр.)
- Нікалай Гоголь. Ревизор: комедія в 5 діях. Переклав з рос.: Микола Садовський. Київ: Друкарня Дніпровського Союзу Споживчих Товарств; Товариство «Час» у Києві. 1918. 100 стор. (серія драматична № 74)[7]
  - (передрук) Микола Гоголь. Ревізор: : комедія на п'ять дій. Переклав з рос.: Микола Садовський. Київ: Мистецтво, 1949. 151 стор. (Бібліотека Російської драматургії)
- Микола Гоголь. Ревізор: Комедія на 5 дій. Переклад, передмова та пояснення: д-р Іван Брик. Львів: Видавництво «Для школи і дому». 1927. 112 стор.
- Микола Гоголь. Ревізор. Пер. з рос.: Антін Хуторян[8] Харків: Художня література. 1935. 164 стор.
  - (передрук) Микола Гоголь. Ревізор. Пер. з рос.: Антін Хуторян[9] // Микола Гоголь. Вибрані твори. Пер. з рос. за ред. А. Хуторяна, Ф. Гавриша, М. Щербака. Київ-Харків: Держлітвидав. 1935. 695 стор.: С. 359—401.[10]
  - (передрук) Микола Гоголь. Ревізор: комедія на 5 дій. Переклад з російської: Антін Хуторян. Київ: Держлітвидав, 1936. 134 стор. (Театральна бібліотека)
  - (передрук) Микола Гоголь. Ревізор: комедія на 5 дій. Пер з рос.: Антін Хуторян // Микола Гоголь. Вибрані Твори.[11] Переклад з рос.: Антін Хуторян та К. Шмиговський. Київ: Держлітвидав, 1948. 528 стор: С. 230—303[12].
- Микола Гоголь. Ревізор: комедія на 5 дій. Переклад з російської: Остап Вишня за ред. Максима Рильського // Микола Гоголь. Драматичні твори. Переклад з російської: Остап Вишня за ред. Максима Рильського. Київ: Мистецтво, 1952. 215 стор.
  - (передрук) Микола Гоголь. Ревізор: комедія на 5 дій. Переклад з російської: Остап Вишня за ред. Максима Рильського // Микола Гоголь. Твори: В 3 т.: Т. 2. Загальний редактор: М. Гудзій. Київ:?. 1952. ? стор.: С. 231—316.
  - (передрук) Микола Гоголь. Ревізор: Комедія в п'яти діях. Переклад з російської: Остап Вишня // Микола Гоголь. Зібрання творів: у 7 томах. Том 3: Драматичні твори[13]. Переклад з російської: Остап Вишня). Упорядник: П. Михед, Н. Мазепа; редколегія: М. Жулинський (голова); Київ: Наукова думка. 2008. 200 стор.: С. 5-84. ISBN 978-966-00-0905-4 (Т. 2) ISBN 978-966-00-0890-2 (серія)[14]
- Микола Гоголь. Репетиція сатани (прозова версія комедії «Ревізор»). Переклад-інтерпретація з російської: Василь Шкляр. 2006 (рік написання; твір так і не був виданий)[15]

## Вивчення в школі
За програмою «ЗАРУБІЖНА ЛІТЕРАТУРА» для загальноосвітніх навчальних закладів 5–9 класи (2012 р. зі змінами 2015—2017 рр.) комедія «Ревізор» вивчається в 9 класі // https://mon.gov.ua/ua/osvita/zagalna-serednya-osvita/navchalni-programi/navchalni-programi-5-9-klas